# Soldier (Iowa)
Soldier es una ciudad ubicada en el condado de Monona en el estado estadounidense de Iowa. En el Censo de 2010 tenía una población de 174 habitantes y una densidad poblacional de 229,29 personas por km².

## Geografía
Soldier se encuentra ubicada en las coordenadas 41°59′3″N 95°46′49″O / 41.98417, -95.78028. Según la Oficina del Censo de los Estados Unidos, Soldier tiene una superficie total de 0.76 km², de la cual 0.76 km² corresponden a tierra firme y (0%) 0 km² es agua.

## Demografía
Según el censo de 2010, había 174 personas residiendo en Soldier. La densidad de población era de 229,29 hab./km². De los 174 habitantes, Soldier estaba compuesto por el 94.83% blancos, el 0.57% eran afroamericanos, el 1.15% eran amerindios, el 0% eran asiáticos, el 0% eran isleños del Pacífico, el 0% eran de otras razas y el 3.45% pertenecían a dos o más razas. Del total de la población el 2.87% eran hispanos o latinos de cualquier raza.